# البروتين البرومودومين 4
البروتين الذي يحتوي على البرومودومين 4 هو بروتين يتم تشفيره في الإنسان بواسطة جين BRD4. 
BRD4 هو عضو في عائلة BET (bromodomain ونطاق طرفي إضافي)، والذي يتضمن أيضًا BRD2 و BRD3 و BRDT. يحتوي BRD4 ، على غرار أفراد عائلة BET الآخرين، على نوعين من البرومودومين يتعرفان على بقايا اللايسين الأسيتيل. BRD4 لديه أيضًا نطاق C-terminal موسع مع تجانس تسلسل صغير لأفراد عائلة BET الآخرين.

## التركيب
أثنين برومودومين في BRD4، يسمى BD1 وBD2، حيث تتكون من 4 ألفا اللوالب مرتبطة بنسبة 2 الحلقات. يتكون هيكل المجال ET من 3 حلزونية ألفا وحلقة. تم تورط مجال C-terminal لـ BRD4 في تعزيز النسخ الجيني من خلال التفاعل مع عامل استطالة النسخ P-TEFb وRNA polymerase II.  

## آلية العمل
البروتين المشفر بواسطة هذا الجين متماثل مع بروتين الفأر MCAP ، الذي يرتبط بالكروموسومات أثناء الانقسام، وبروتين BRD2 (RING3) البشري، كيناز سيريون / ثريونين. يحتوي كل من هذه البروتينات على نوعين من البرومودوم، وهو شكل تسلسلي محفوظ قد يشارك في استهداف الكروماتين. وقد تورط هذا الجين كهدف كروموسوم 19 من النبات ر (15؛ 19) (Q13، p13.1)، الذي يحدد سرطان NUT خط الوسط. تم وصف متغيرين لنسخ النص البديلة. 

## دوره في مرض السرطان
تنطوي معظم حالات سرطان خط الوسط NUT على نقل BRD4 مع جينات NUT. غالبًا ما يكون BRD4 مطلوبًا للتعبير عن Myc وسرطانات الأورام الأخرى «التي تقود الورم» في سرطانات الدم بما في ذلك الورم النقوي المتعدد، وسرطان الدم النقوي الحاد وسرطان الدم الليمفاوي الحاد. 
BRD4 هو هدف رئيسي لمثبطات BET ،   فئة من الأدوية الصيدلانية التي يتم تقييمها حاليًا في التجارب السريرية.

## التفاعلات
والجدير بالذكر أن BRD4 يتفاعل مع P-TEFb عبر مجال التفاعل P-TEFb (PID)، وبالتالي تحفيز نشاط الكيناز الخاص به وتحفيز الفسفرة الخاصة به في مجال محطة كاربوكسي (CTD) من RNA polymerase II. المراجعة الأخيرة.
تم إظهار تفاعل BRD4 مع GATA1 و  JMJD6 و  RFC2 و  RFC3 و RFC1 و RFC4 و RFC5 .
وقد تم تضمين BRD4 أيضًا في الارتباط ببروتين تويست ثنائي الأسيتيل، وقد ثبت أن تعطيل هذا التفاعل يثبط تكوين الورم في سرطان الثدي الشبيه بالقاعدة.
وقد ثبت أيضًا أن BRD4 يتفاعل مع مجموعة متنوعة من المثبطات، مثل MS417 ؛ ثبت أن تثبيط BRD4 مع MS417 يقلل من نشاط NF-κB الذي يظهر في أمراض الكلى المرتبطة بفيروس نقص المناعة البشرية. يتفاعل BRD4 أيضًا مع apabetalone (RVX-208)،  الذي يتم تقييمه لعلاج تصلب الشرايين وأمراض القلب والأوعية الدموية.

## روابط خارجية
- Human BRD4 genome location and BRD4 gene details page in the UCSC Genome Browser.